# Filip Filipović (homme politique)
Pour les articles homonymes, voir Filip Filipović.
Filip Filipović (en serbe cyrillique : Филип Филиповић ; né le 21 juin 1878 à Čačak et mort en avril 1938 à Moscou) était un professeur de mathématique et un homme politique serbe et yougoslave. Il fut l'un des fondateurs du Parti communiste de Yougoslavie, dont il fut le premier secrétaire.

## Biographie
Filip Filipović est né le 21 juin 1878 à Čačak, où il effectua ses études primaires et une partie de ses études secondaires. Il acheva ses études au lycée en 1896-1897 à Belgrade et, après deux années de cours à la Faculté technique de la Velika škola, il se rendit à Pétrograd (Saint-Pétersbourg), où il étudia à la Faculté de physique et de mathématique de l'Université de la ville ; il en sortit en 1904 avec le titre de professeur de mathématiques.
Filipović rejoignit le mouvement révolutionnaire ouvrier en 1897, sous l'influence de Svetozar Marković et Dimitrije Tucović, tous deux membres de l'Association ouvrière et du club universitaire socialiste de Belgrade. C'est là qu'il reçut sa première formation socialiste et fit l'expérience de la lutte révolutionnaire. Au cours de ses études à Pétrograd, il rejoignit le mouvement ouvrier russe et, en 1902, il devint membre du Parti social-démocrate russe des travailleurs (avec les futurs Bolcheviks). Il fréquenta alors les milieux marxistes russes et, aux côtés des ouvriers, prit part à la Révolution russe de 1905, au cours de laquelle il fut arrêté.
En 1912, à l'invitation de Dimitrije Tucović, il rentra dans le royaume de Serbie et devint membre du comité de direction du Parti social-démocrate serbe (Srpska socijaldemokratska stranka). Au cours de la Première Guerre mondiale, à cause de ses positions internationalistes et révolutionnaires, il fut interné en Autriche.
En avril 1919, Filip Filipović fut l'un des organisateurs du Parti socialiste des travailleurs de Yougoslavie, communiste, et au Congrès de l'unité, à Belgrade, il fut élu premier secrétaire du Comité central du parti. Au deuxième congrès du Parti communiste de Yougoslavie, qui se tint en 1920 à Vukovar, il fut élu membre du comité central en même temps que Sima Marković.
En 1919 et 1920, il œuvra à la diffustion des idées socialistes et contribua à défendre et populariser la Révolution russe de 1917. Dans ses activités, il fut plusieurs fois arrêté. En août 1920, il fut élu président de la municipalité de Belgrade (predsednik opštine Beograda) (maire) et député du district de Valjevo à l'assemblée nationale du royaume des Serbes, Croates et Slovènes. En revanche, son mandat de maire fut annulé parce qu'il refusa de prêter le serment d'allégeance au roi Alexandre Ier. En 1921, après une tentative d'assassinat contre le roi, il fut arrêté avec d'autres chefs du Parti communiste et, le 23 février 1922, il fut condamné à deux ans de prison, qu'il passa dans la prison de Požarevac.
En 1923, Filipović participa à la création légale du Parti indépendant des travailleurs de Yougoslavie (Nezavisna radnička partija Jugoslavije) et il devint président du Comité central de ce parti. Il devint également rédacteur en chef du journal et de la revue du parti et président du comité central de l'Entraide rouge internationale (Crvena pomoć).
À partir de 1924, il vécut en exil, principalement en Union soviétique, en Autriche et en Allemagne. Il devint le représentant du Parti communiste de Yougoslavie au sein de la Fédération communiste des Balkans (Balkanska komunistička federacija) et au comité exécutif de l'Internationale communiste. Il participa au Troisième et Quatrième congrès du Parti communiste de Yougoslavie, ainsi qu'à plusieurs congrès de l'Internationale communiste.
À partir de 1937, il s'installa à Moscou, où il travailla à l'Institut agraire international. En février 1938, au moment des purges de Staline, il fut arrêté et, en avril, il fut condamné à mort et exécuté. Il a été réhabilité le 3 octobre 1957 par le Tribunal militaire de la Cour suprême de l'URSS.

## Écrits
En plus de nombreux articles politiques, Filip Filipović a écrit plusieurs ouvrages, notamment dans le domaine de l'histoire. Le livre Razvitak društva u ogledalu materijalizma (Le Développement de la société dans le miroir du matérialisme) a été rédigé alors qu'il était en prison en 1923 ; l'ouvrage Balkan i međunarodni imperijalizam (Les Balkans et l'Impérialisme international) a été écrit en 1936 à Moscou ; en collaboration avec V. Mraček, il a également composé une Pédagogie des mathématiques, qui date de 1910.

## Postérité
En 1980, le réalisateur Miloš Radivojević a tourné le film Snovi, život, smrt Filipa Filipovića, avec l'acteur Aleksandar Berček dans le rôle de Filip Filipović.
L'école élémentaire Filip Filipović, à Belgrade, dans la municipalité de Voždovac, créée en 1959, lui doit son nom.
En raison de sa valeur commémorative, la maison de Filip Filipović, située 37 rue Takovska à Belgrade, est aujourd'hui inscrite sur la liste des biens culturels de la ville de Belgrade.